# Anders Djurberg
Anders Julius Djurberg, född 16 juli 1903 i Helsingborg, var en svensk ljudingenjör och manusförfattare. 
Han var son till ingenjören Axel Robert Djurberg (1874–1950) och Laurine Henriette Nielsen (1880–1966) från Danmark.
Djurberg var anställd hos Aga-Baltic 1928–1949 som ljudtekniker och från 1931 var han ljudingenjör. Han blev förste forskningsingenjör vid Försvarets forskningsanstalt (FOA) 1958. Han författade Radar: en bok om elementär radarteknik (1949) och översatte från norska Modern radioteknik av Matz Jenssen, Einar Kulvik och Wilhelm Ramm (1952).
Han var 1947 till 1952 gift med Barbro Elisabet Olovsson (1914–1999). Han begravdes 6 februari 1979 i släktgrav på Malmö Sankt Pauli mellersta kyrkogård, där även föräldrarna vilar.

## Filmmanus
- 1933 – Tystnadens hus